# Stigmastane
Le Stigmastane, aussi connu sous l'appellation 24R-éthylcholestane, est un triterpène tétracyclique. Avec le cholestane et l'ergostane, ce stérane est utilisé comme biomarqueur des eucaryotes précoces.
Son nom est dérivé du stigmastérol, un phytostérol végétal.

5α-Stigmastane
5β-Stigmastane